# Hohndorf (Lanitz-Hassel-Tal)
Hohndorf ist seit dem 1. Juli 2009 ein Ortsteil der Gemeinde Lanitz-Hassel-Tal im Burgenlandkreis in Sachsen-Anhalt.

## Geografie
Hohndorf befindet sich zwischen Apolda und Naumburg (Saale) auf dem Höhenrücken der Finne.

## Geschichte
Hohndorf gehörte als Lehen des fürstlichen Hauses Schwarzburg zum Rittergut Burgheßler. Dieses befand sich seit 1494 im Besitz der Familie von Heßler, deren letzter Besitzer Moritz Friedrich von Heßler war. Hohndorf gehörte dadurch mit dem Rittergut Burgheßler zum Amt Eckartsberga, welches seit 1547 unter der Hoheit des albertinischen Kurfürstentums Sachsen stand. Zwischen 1657 und 1746 war Hohndorf mit dem Amt Eckartsberga unter der Hoheit der Sekundogenitur Sachsen-Weißenfels. Durch die Beschlüsse des Wiener Kongresses kam Hohndorf 1815 zu Preußen und wurde 1816 dem Landkreis Eckartsberga im Regierungsbezirk Merseburg der Provinz Sachsen zugeteilt, zu dem es bis 1944 gehörte.
Am 1. Juli 1950 wurde Hohndorf nach Burgheßler eingemeindet. Am 1. Juli 1976 wurde der Ort nach Spielberg umgemeindet. Mit Wirkung vom 17. Oktober 2004 wurde die ehemals eigenständige politische Gemeinde Spielberg mit ihren Ortsteilen mit der Gemeinde Taugwitz zusammengeschlossen. Seit dem Zusammenschluss der Gemeinden Möllern und Taugwitz am 1. Juli 2009 ist Hohndorf ein Ortsteil der neuen Gemeinde Lanitz-Hassel-Tal.